# ناحیه نرسنگدی
ناحیه نرسنگدی (به لاتین: Narsingdi District) یک ناحیه در بنگلادش است که در استان داکا واقع شده‌است.

## خصوصیات
ناحیه نرسنگدی ۱٬۱۴۰٫۷۶ کیلومترمربع مساحت و ۲٬۲۲۴٬۹۴۴ نفر جمعیت دارد.